# Policefalie

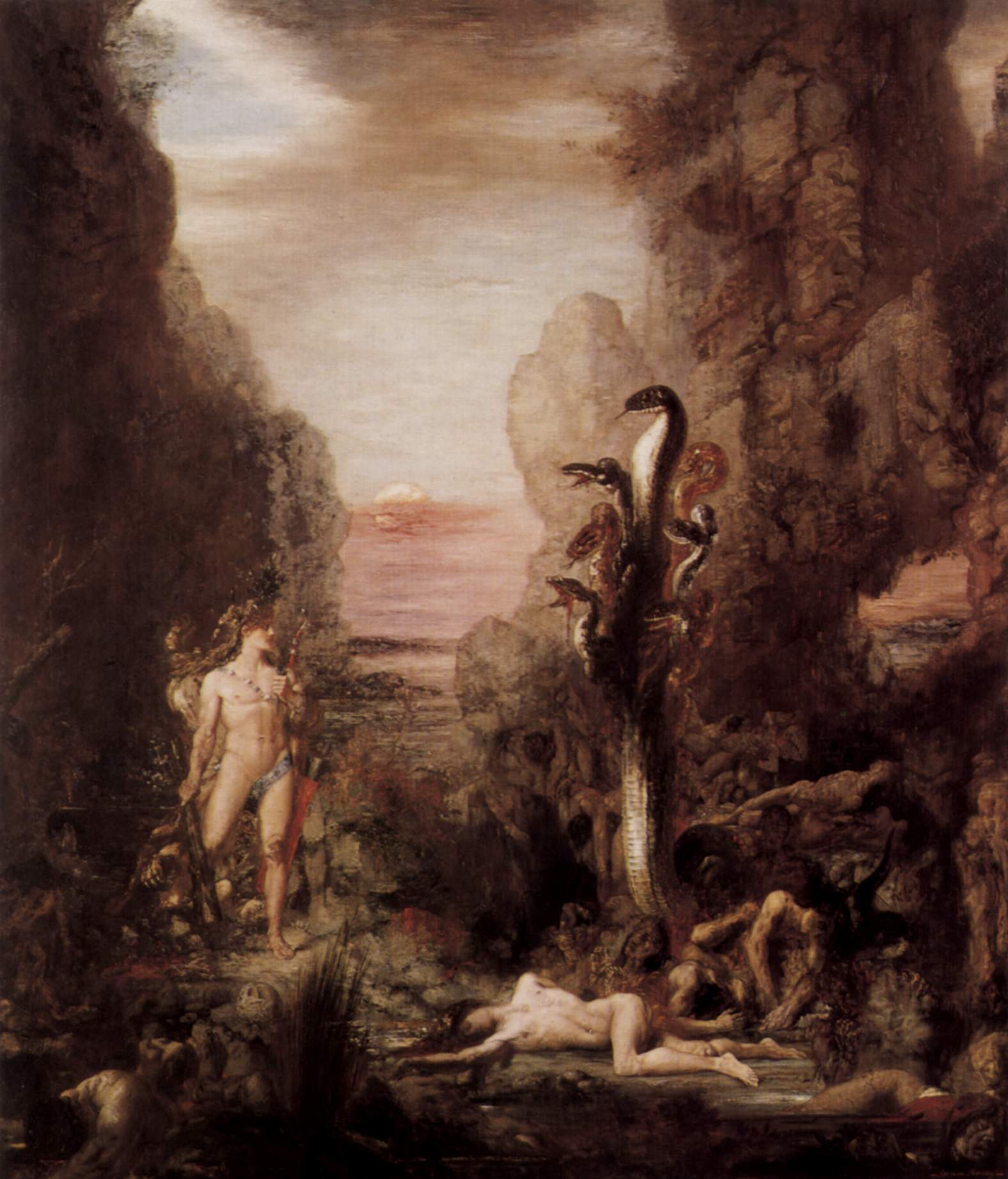
Heracle și Hidra din Lerna de Gustave Moreau: Hidra este poate cel mai cunoscut animal cu mai multe capete din mitologie, popularizat cu diverse ajustări în cadrul basmelor (fanteziilor).

Policefalia reprezintă acea situație în care un organism ar avea mai mult decât un singur cap. Termenul este derivat din cuvintele poly care înseamnă „mulți/multe” și kephal care înseamnă „cap” și include și alți termeni precum bicefalie și dicefalie (ambele referindu-se la situatia când un organism ar avea două capete). O variație a acestui caz este aceea în care un animal s-a născut cu două fețe pe un singur cap, o afecțiune cunoscută sub numele de diprosopie. În termeni medicali, toate acestea reprezintă boli congenitale cefalice.
Există multe incidențe cu animale cu mai multe capete, atât în viața reală, cât și în mitologie. În armurărie și în vexilologie, vulturul cu două capete este un arhicunoscut simbol, deși nu există evidențe că un astfel de animal ar fi putut exista vreodată.
Animalele bicefale sau tricefale sunt, în general, singurul tip de creaturi cu mai multe capete văzute în lumea reală și ajung a fi formate prin același proces ca și gemenii siamezi: toate acestea sunt rezultatul uniunii secundare a două discuri embrionare monozigote, inițial separate. Un exemplu extrem, în acest sens, o reprezintă starea denumită Craniopagus parasiticus⁠(d), situație în care un corp complet dezvoltat are un cap geamăn parazit atașat de craniu.

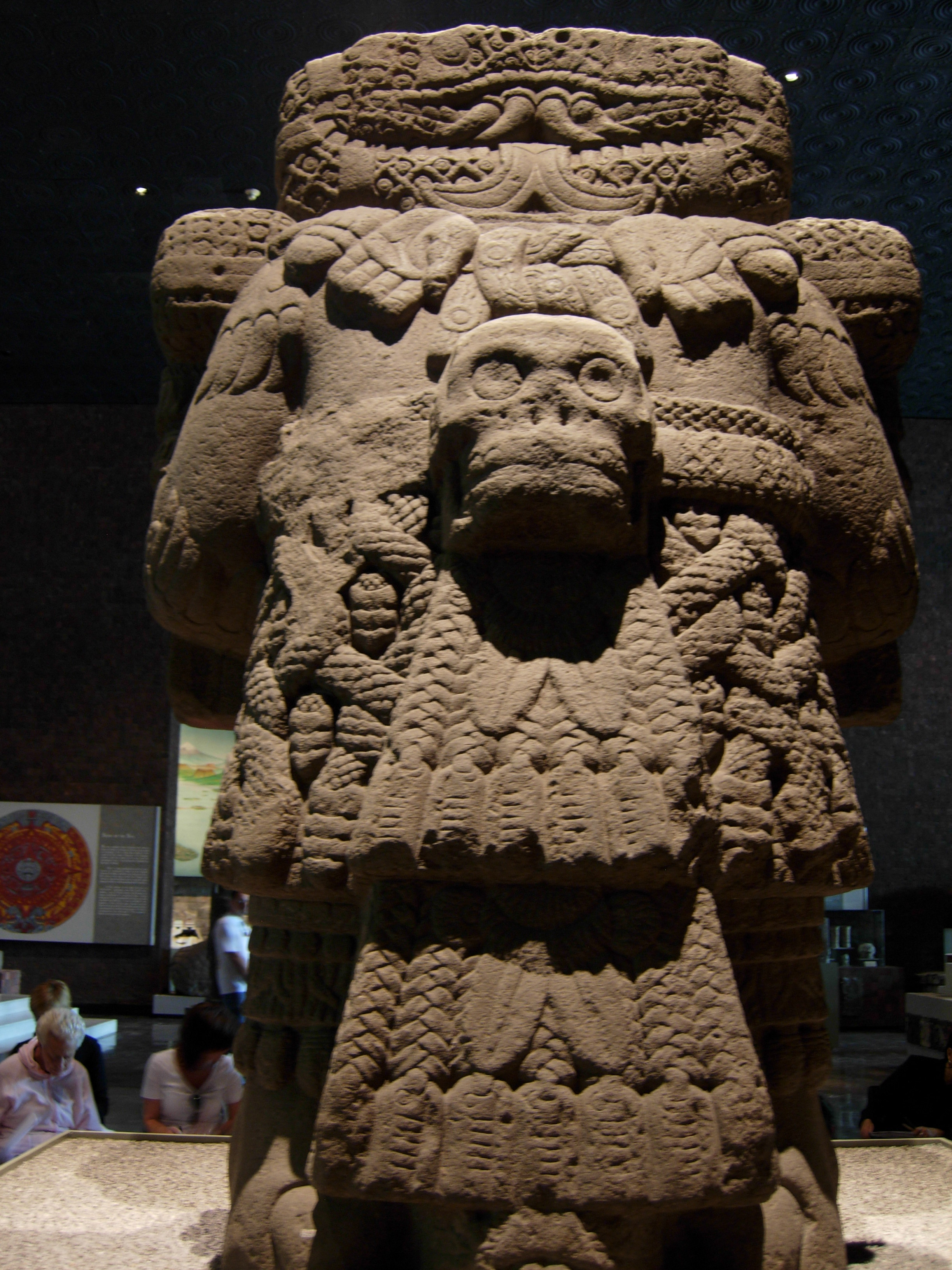
Coatlicue este o zeitate cu două capete din mitologia mexicană.

## Evenimente

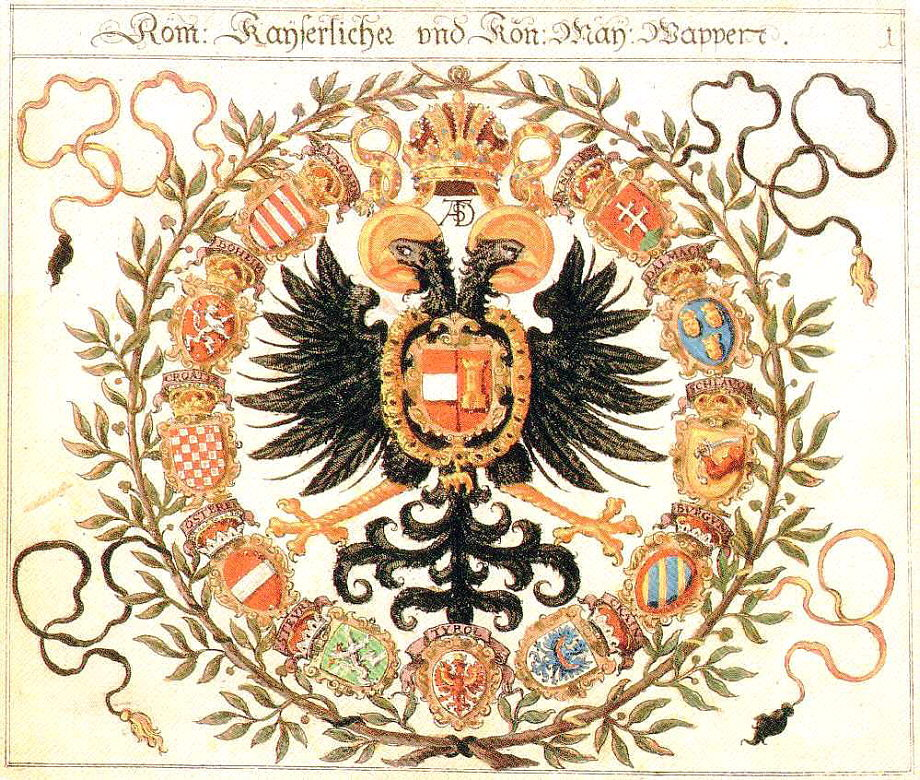
Stema imperială a lui Carol I al Spaniei și al V-lea al Germaniei: În heraldică, folosirea vulturului cu două capete este foarte comună.

Persoanelor și animalelor cu două capete, în ciuda rarității lor, le-a fost cunoscută existența și au fost documentate de foarte mult timp. „Frații scoțieni”, născuți în 1460 (data exactă variază), erau siamezi, despre care se presupunea că aveau dicefalie. Au fost documentați gemeni siamezi umani, foarte puțini de tip dicefalic, încă din anul 945.

### Ca subiecte de știri și ca studiu
Animalele policefalice atrag adesea titlurile de știri locale atunci când sunt întâlnite. Cele mai frecvent observate animale cu două capete sunt țestoasele și șerpii. Alte specii cu două capete cu incidență cunoscută includ bovine, oi, porci, pisici, câini și pești. În 1894, a fost semnalizată existența unei potârnichi cu două capete în Boston, Massachusetts. A fost de domeniul remarcabilului felul cum un animal dicefal a putut supraviețui până la vârsta adultă cu două capete perfecte. Oameni de știință au publicat în revistele vremii despre disecția unor astfel de animale, cel puțin din anii 1930. Un ziar din 1929 a studiat anatomia unui pisoi cu două capete.
Datorită rarității lor, animalele policefalice intră mereu la capitolul știrilor de senzație. „We”, un șarpe albinos născut în captivitate în anul 2000, a fost propus spre a fi licitat pe eBay la un preț estimat de 150.000 de dolari (aproximativ 87.000 de lire sterline), deși o anume politică de interdicție a comerțului cu animale vii a împiedicat acea vânzare. Pe 31 ianuarie 2006, World Aquarium a anunțat că „We” a fost adoptat de Nutra Pharma Corporation, o companie de biotehnologie care a creat tratamente folosind venin și toxine modificate de cobră. „We” a murit din cauze naturale la vârsta de opt ani, în iunie 2007.
Animale de câmp născute cu două capete au fost purtate deseori ca curiozitati de circ (de spectacol) pe la târgurile regionale de prin SUA. Multe muzee de istorie naturală mențin in stare de conservare animale cu două capete. Muzeul Lausanne din Lausanne, Elveția, și Muzeul Ripley's Believe It or Not!⁠(d) (Ripley, crezi sau nu!) din Gatlinburg⁠(d), Tennessee, mențin în stare de conservare colecții de animale cu două capete.

### Anatomie și aptitudini

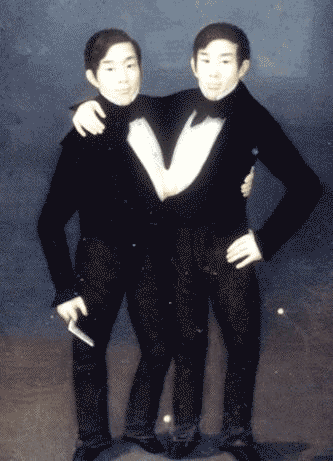
O imagine cu Chang și Eng Bunker, circa 1836.

Fiecare dintre capetele unui animal policefalic are propriul creier și împarte, în vreun fel, controlul asupra organelor și al membrelor, deși structura specifică a conexiunilor variază. Animalele se mișcă adesea într-o manieră dezorientată și dezordonată, cu creierele „dezbătând” între ele; unele animale pur și simplu zigzag-ează fără să ajungă nicăieri. Capetele șerpilor policefalici se pot atacă reciproc și chiar pot încerca să se înghită unul pe celălalt. Astfel, animalele policefalice rar supraviețuiesc în lumea vietii sălbatice în comparație cu animalele monocefalice normale.
Majoritatea șerpilor cu două capete trăiesc doar câteva luni, deși au fost semnalizate și cazuri în care unii trăiesc o perioadă de viață întreagă (completă) și chiar s-au reprodus, dând nastere vreunui descendent cu caracteristici normale. Un șarpe albinos negru cu două capete, cu gâtul și stomacul separate, a supraviețuit timp de 20 de ani. „We”, șarpele de șobolani, albinos, cu două capete, a supraviețuit în condiții de captivitate timp de 8 ani. Există unele presupuneri conform cărora consangvinizarea șerpilor în captivitate crește șansele unei nașteri cu această anomalie.
Un celebru caz contemporan este cel al gemenelor umane dicefalice Abigail și Brittany Hensel, născute în anul 1990. Aceste gemene au două capete, două inimi, trei plămâni și două măduve ale spinării și împart celelalte organe. Fiecare geamănă controlează membrele de pe „partea” respectivă și, prin coordonare, pot merge, alerga și chiar pot să cânte la pian.

### Unul sau două animale?
Este dificil de trasat o linie între ceea ce este considerat „un animal cu două capete” și/sau „două animale care împart un același corp”. În ceea ce privește fiintele umane, gemeni siamezi dicefalici precum Abigail și Brittany Hensel sunt percepuți ca fiind „ gemeni”, adică ca fiind două persoane. Acest lucru are sens, deoarece există un întreg evantai de forme de siamezi, iar gemenii siamezi non-diecefalici, așa cum era cazul Chang și Eng Bunker, pot fi separabili chirurgical.  Deși gemenele Hensel au o singură pereche de brațe și de picioare, fiecare dintre ele controlează o „parte” a membrelor acelui unitar corp. Pe de altă parte, Syafitri, născută în 2006 în Indonezia, a primit un singur nume din partea părinților ei, deoarece avea o singură inimă. La alte animale, policefalia este de obicei descrisă ca „un animal cu două capete ”. Unul dintre capete, în special la animalele cu trei capete, poate fi „prost dezvoltat” sau „malformat” și nu „participă” prea mult.

## Linkuri externe
- „"Two-headed animals going on show” în Newsround Online (accesat la 24 august 2006 ).
- Videoclip cu „two-headed piglet”.Arhivat în 6 aprilie 2017, la Wayback Machine.
- două animale cu capete